# Étienne Morel de Chédeville
Étienne Morel de Chédeville (Parigi, 10 ottobre 1751 – Villeneuve-Saint-Georges, 13 luglio 1814) è stato un drammaturgo e librettista francese.

## Opere
- 1782: Thésée, tragedia lirica in tre atti, musica di François-Joseph Gossec, Académie Royale de Musique (1º marzo)
- 1784: La Caravane du Caire, ou l'Heureux esclavage, opera in tre atti, musica di André Grétry, Académie Royale de Musique (13 gennaio)
- 1786: Thémistocle, tragedia lirica in tre atti, musica di François-André Danican Philidor, Académie Royale de Musique (23 maggio)
- 1789: Aspasie, opera in tre atti, musica di André Grétry, Académie Royale de Musique (17 marzo)
- 1793: Alexandre aux Indes, opera in tre atti, musica di Nicolas-Jean Lefroid de Méreaux, Académie Royale de Musique (26 agosto)
- 1785: Panurge dans l'île des Lanternes, commedia lirica in tre atti, musica di André Grétry, Académie Royale de Musique (25 gennaio)
- 1801: Les Mystères d'Isis, opera in quattro atti, musica di Ludwig Wenzel Lachnith da Il flauto magico e altre opere di Wolfgang Amadeus Mozart, al Théâtre de la République et des Arts (20 agosto)
- 1802: Tamerlan, opera in quattro atti, libretto di Morel de Chédeville da l'Orphelin de la Chine di Voltaire, musica di Peter Winter; à l'Opéra national de Paris (14 settembre)
- 1803: Saül, oratorio in azione, libretto di Morel de Chédeville, Jacques-Marie Deschamps e Jean-Baptiste-Denis Despré, musica di Christian Kalkbrenner e Ludwig Lachnith
- 1804: Le Pavillon du Calife, ou Almanzor et Zobéide, opera in due atti, musica di Nicolas Dalayrac, Opéra de Paris (20 aprile)
- 1813: Le Laboureur chinois, opera in un atto, libretto di Morel de Chédeville, Jacques-Marie Deschamps e Jean-Baptiste-Denis Despré, musica di Henri-Montan Berton su arie di Haydn e Mozart.